# Scyliorhinus canicula
Scyliorhinus canicula, vulgarmente designado como pata-roxa, gata ou caneja é a espécie de tubarão mais comum na Europa.
É em regra solitário e quando forma cardumes, estes geralmente contêm só machos ou só fêmeas.
Alimenta-se de minhocas, moluscos, crustáceos e pequenos peixes ósseos.

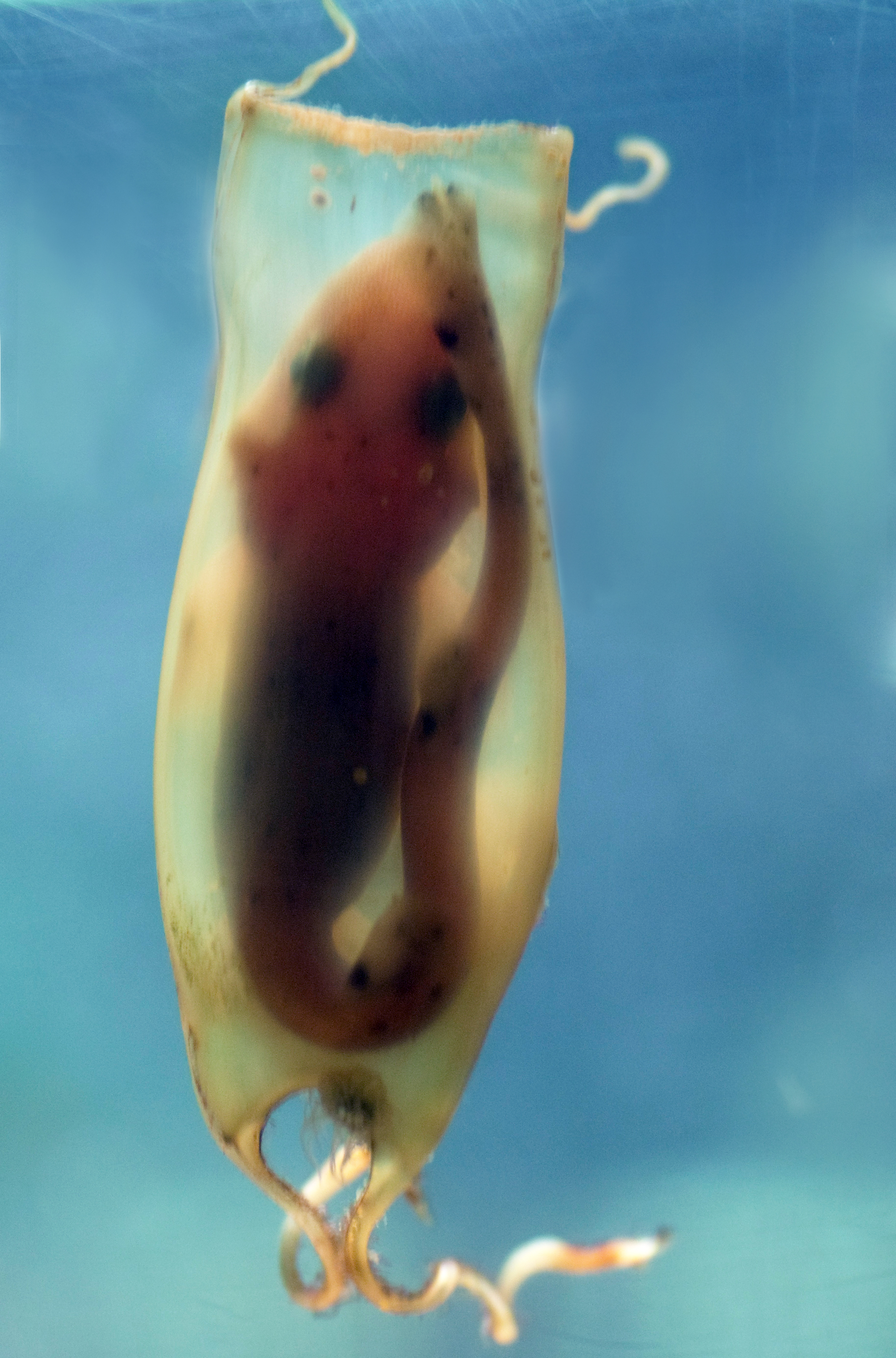
Cápsula de pata-roxa

As fêmeas depositam, em tufos de algas, cápsulas com ovos.
Na Europa, esta espécie é caçada com fins comerciais.